# Fredric Karén
Bo Fredric Karén, född 24 maj 1968, är en svensk journalist och sedan 2013 chefredaktör på Svenska Dagbladet.
Fredric Karén inledde sin karriär som journalist vid Laholms Tidning 1987, där han senare blev redaktionschef och ansvarig utgivare. Han har därefter arbetat på Värnpliktsnytt som chefredaktör och ansvarig utgivare, på Aftonbladet som reporter och på Tidningarnas Telegrambyrå (TT), där han var nyhetschef. Han började på Svenska Dagbladet 2002 som nyhetschef, inrikeschef, och sedan chef för tidningens digitala utgåva, innan han 2013 efterträdde Lena K. Samuelsson som chefredaktör.
Karén är dotterson till Britt Wadner och är gift med Sofia Wadensjö Karén.